# Iuri Fedkin
Iuri Fedkin (n. 6 octombrie 1960, Moscova, RSFS Rusă, URSS) este un trăgător de tir ce a reprezentat Uniunea Republicilor Sovietice Socialiste, medaliat olimpic. A participat la o ediție a Jocurilor Olimpice (1992) în care a câștigat o medalie de aur.

## Participări
Lista de mai jos prezintă principalele competiții la care a participat Iuri Fedkin de-a lungul carierei.
- shooting at the 1992 Summer Olympics – men's 10 metre air rifle[*]